# Coridorul Suwałki

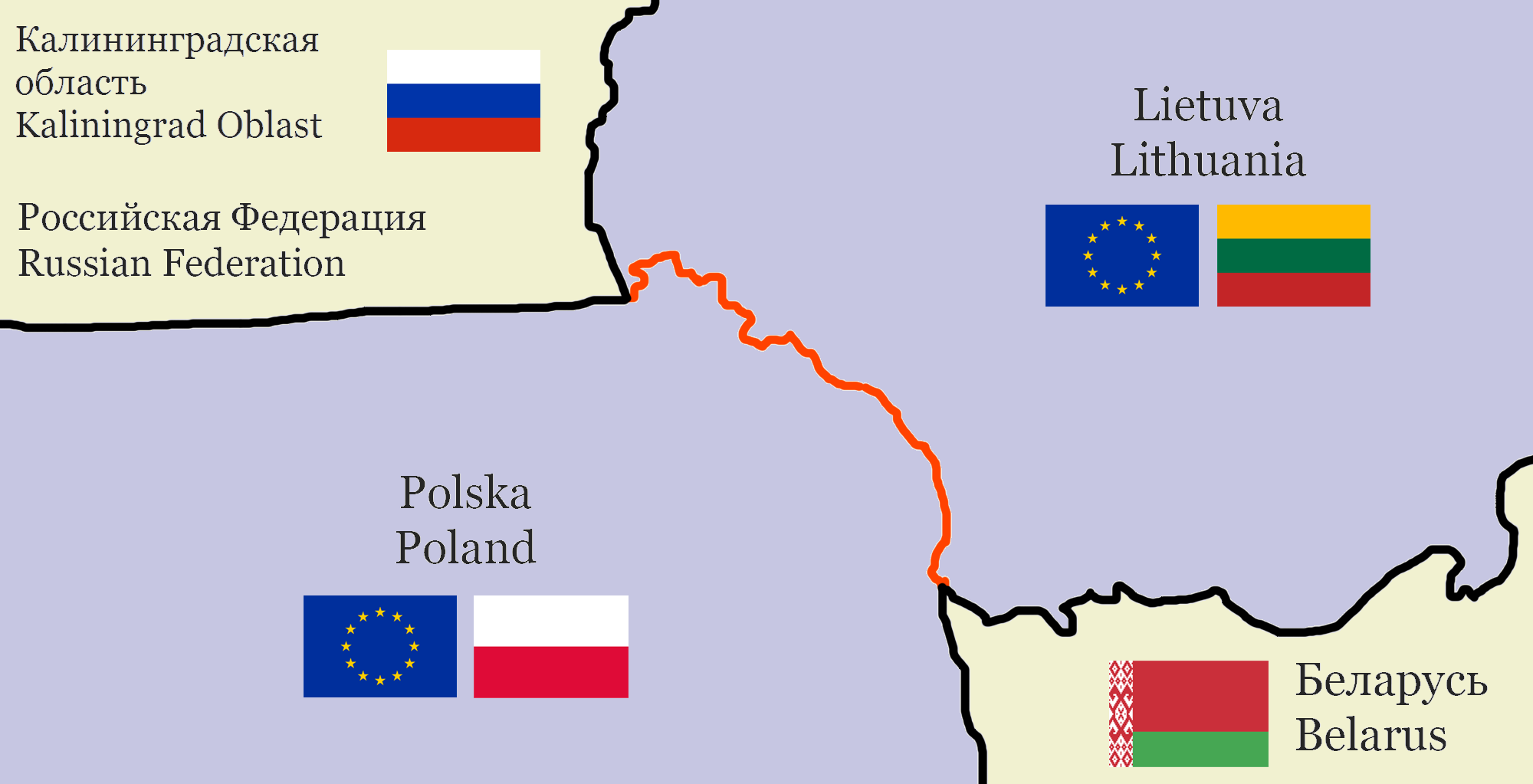
Vedere de detaliu a coridorului Suwałki

Harta Europei:
țări NATO
țări
Frontiera Lituania–Polonia

     țări NATO
     țări CSTO
Coridorul Suwałki ([suˈvawkʲi] ( ascultă)), este o zonă rarefiat populată din jurul frontierei⁠(d) între Lituania și Polonia, și se centrează pe cea mai scurtă cale dintre Belarus și exclava rusă regiunea Kaliningrad care traversează partea poloneză a graniței. Denumită după orașul polonez Suwałki, acest punct de gâtuire⁠(d) a căpătat mare importanță strategică și militară după ce Polonia și statele baltice au aderat la NATO.
Frontiera dintre Polonia și Lituania în zona coridorului Suwałki a fost formată după acordul de la Suwałki⁠(d) din 1920, dar a avut o importanță redusă în perioada interbelică întrucât pe atunci teritoriul Poloniei se întindea mult către nord-est. În timpul Războiului Rece, Lituania a fost ocupată și anexată de Uniunea Sovietică, în timp ce Polonia comunistă era membră a Pactului de la Varșovia condus de Moscova. Destrămarea Uniunii Sovietice și dizolvarea Pactului de la Varșovia au făcut ca granițele care întretăiau cea mai scurtă cale între Kaliningrad și Belarus, aliatul Rusiei, să devină frontiere internaționale strict controlate.
După ce statele baltice și Polonia au aderat la NATO, această fâșie îngustă de frontieră între Polonia și Lituania a devenit o vulnerabilitate pentru blocul militar deoarece, într-un ipotetic conflict miliar între Rusia și Belarus pe de o parte, și NATO de cealaltă pate, capturarea fâșiei de uscat de 65 km între regiunea Kaliningrad și Belarus ar putea periclita tentativele NATO de a apăra statele baltice întrucât ar întrerupe singura conexiune terestră de acolo. Temerile NATO pe tema Coridorului Suwałki s-au intensificat după 2014, când Rusia a anexat Crimeea și a declanșat războiul din Donbas, și mai mult după invazia rusă a Ucrainei din februarie 2022. Aceste îngrijorări au determinat alianța să-și crească prezența militară în regiune, declanșând o cursa a înarmărilor.
Atât Rusia cât și țările din Uniunea Europeană au fost interesate și de utilizările civile ale configurației frontierelor de acolo. În anii 1990 și la începutul deceniului anilor 2000, Rusia a încercat să negocieze un coridor extrateritorial de conectare a exclavei sale, regiunea Kaliningrad, cu orașul Hrodna din Belarus. Polonia, Lituania și UE nu au acceptat. Deplasarea bunurilor prin acest coridor a fost perturbată în vara lui, în timpul invaziei ruse a Ucrainei, deoarece Lituania și Uniunea Europeană au introdus restricții la tranzit⁠(d) asupra vehiculelor rusești ca parte a sancțiunilor impuse Rusiei⁠(d). Drumul Via Baltica, o legătură vitală ce conectează Finlanda și statele baltice cu restul Uniunii, trece prin zonă, iar vechiul drum național din Lituania era în curs de înlocuire cu o autostradă (A5)⁠(d). De partea poloneză, noul drum expres S61⁠(d), iar ruta Rail Baltica de lângă Coridorul Suwałki este încă în etapa de pre-construcție.

## Context
Coridorul Suwałki este o zonă relativ rarefiat populată, în colțul nord-estic al Poloniei, în voievodatul Podlasia. Această zonă deluroasă, una din cele mai reci din Polonia, se află la marginea vestică a Câmpiei Europei de Est. Este traversată de numeroase văi de râuri și are lacuri adânci (ca Hańcza⁠(d) și Wigry⁠(d)), și este acoperită de păduri dese (ca Pădurea Primară Augustów⁠(d)) și zone mlăștinoase, ca cele din Parcul Național Biebrza. La vest se află o altă zonă lacustră, numită Mazuria. Zona este relativ puțin dezvoltată — există puțină industrie în afara celei forestiere⁠(d), rețeaua de drumuri este redusă și cel mai mare aeroport este la câteva sute de kilometri distanță; doar două drumuri majore (cu cel puțin o bandă pe sens) și o linie de cale ferată leagă Polonia de Lituania. În regiune trăiesc unele minorități naționale, anume ucraineni⁠(d), lituanieni⁠(d) (aproape de granița cu Lituania) și ruși⁠(d), dar rușii sunt foarte puțini în partea poloneză.
Polonia și Lituania și-au dobândit independența în urma Primului Război Mondial, dar imediat s-au angajat într-un conflict⁠(d) pentru a controla cât mai mult teritoriu le permitea forța militară. Lituania revendica orașele majoritar poloneze Suwałki și Vilnius, dar nu le-a putut controla. A acceptat astfel ca Suwałki să rămână parte a Poloniei prin Acordul de la Suwałki⁠(d), dar, deși Vilniusul trebuia să aibă alt statut, el a fost capturat și el de Polonia într-o operațiune sub steag fals cunoscută drept rebeliunea lui Żeligowski⁠(d). În perioada interbelică, regiunea Suwałki a fost un ieșind al Poloniei înspre Lituania și Prusia Orientală (parte a Germaniei), și nu un coridor, și a avut importanță strategică mică.

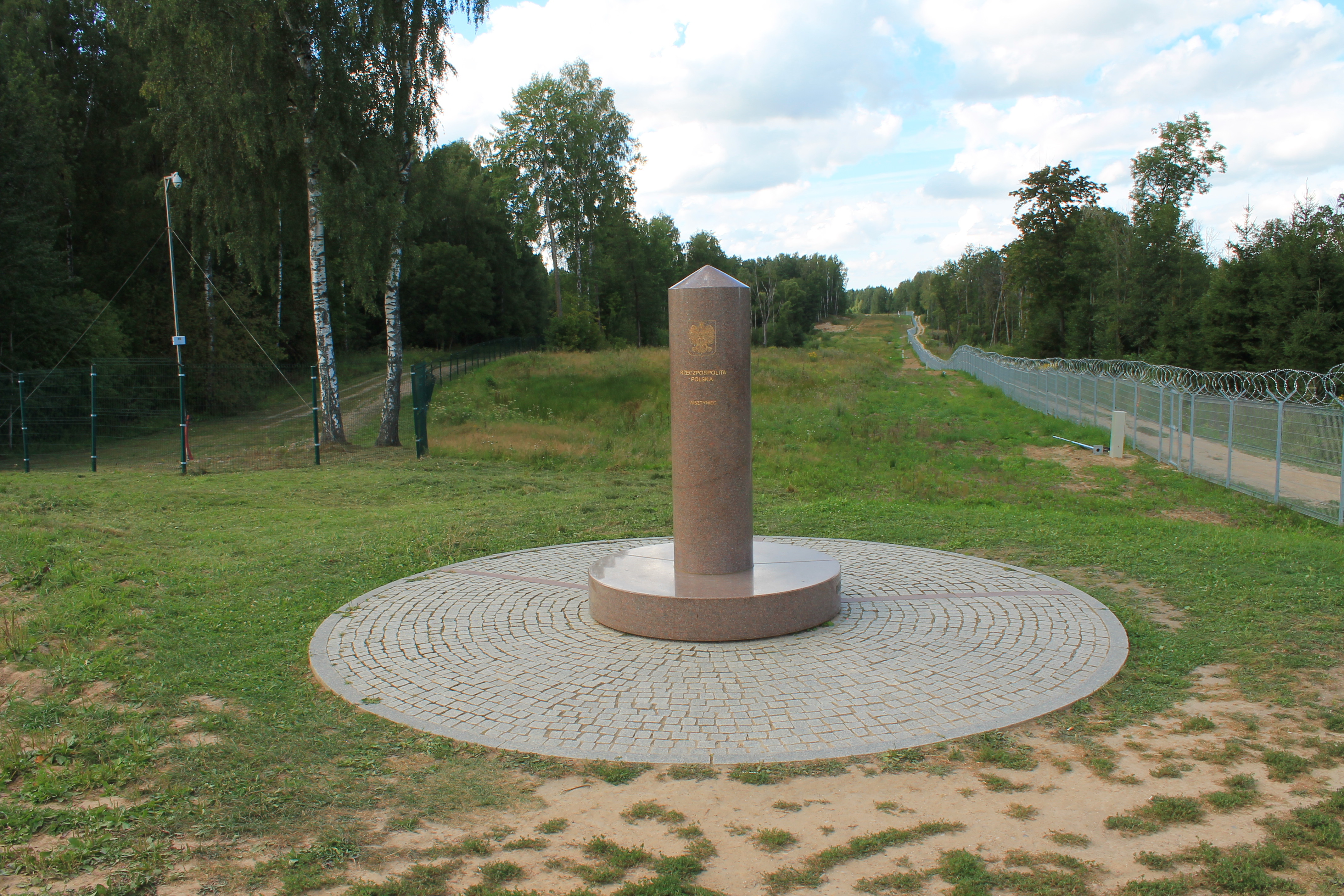
Punctul triplu Polonia-Lituania-Rusia de lângă Vištytis, fotografiat dinspre partea poloneză, marchează capătul nord-vestic al coridorului Suwałki. Rusia este în stânga și Lituania în dreapta

După al Doilea Război Mondial, vecinitătea Königsbergului, rebotezat Kaliningrad puțin după război, a fost incorporată în Uniunea Sovietică, ca parte a RSFS Ruse, și a devenit o zonă închisă⁠(d) mare parte din epoca sovietică. Lituania a fost și ea anexată ca republică unională a URSS, iar Polonia a intrat în sfera de influență sovietică și a aderat la Pactul de la Varșovia. Până la destrămarea Uniunii Sovietice, singurul vecin al Poloniei la est și la nord a fost URSS, așa că importanța militară a regiunii a rămas la fel de redusă ca în perioada interbelică. Lucrurile s-au schimbat după 1991, când regiunea Kaliningrad a devenit o semiexclavă⁠(d) a Rusiei, înconjurată de Polonia și Lituania, ambele vecine cu Belarusul. Niciuna nu se învecinează însă cu partea Rusia propriu-zisă.
Ambii vecini ai regiunii Kaliningrad au aderat la Uniunea Europeană și la NATO. În același timp, doar 65 km de teritoriu polonez separă două zone din Organizația Tratatului de Securitate Colectivă (CSTO) și Uniunea Statală, din care fac parte Rusia și Belarus. Fostul președinte eston Toomas Hendrik Ilves afirmă că el a lansat denumirea de „coridorul Suwałki” înainte de o întâlnire din aprilie 2015 cu Ursula von der Leyen, care pe atunci era ministru al apărării Germaniei⁠(d), pentru a sublinia vulnerabilitatea zonei pentru statele baltice.

## Interese civile

### Coridorul rusesc
Prima dată când s-a discutat un coridor special între Kaliningrad și Belarus (prin Polonia) a fost în timpul unei întâlniri din 1990 între Iuri Șemonov, un oficial de rang înalt din regiunea Kaliningrad, și Nikolai Rîjkov și Mihail Gorbaciov, premier și, respectiv, președinte al Uniunii Sovietice⁠(d). Rîjkov susținea ideea, dar Gorbaciov s-a opus, cerându-le celor doi să „nu mai răspândească panică”.
După ce Uniunea Sovietică s-a destrămat, Kaliningradul a rămas deconectat de Rusia, astfel că rușii au căutat să-și asigure o rută terestră de tranzit din exclavă către Rusia propriu-zisă prin Belarus. După unele pregătiri inițiale, între care semnarea unui tratat prin care Rusia și Polonia se obligau să deschidă un punct de trecere a frontierei⁠(d) lângă Gołdap, guvernul rus și-a anunțat intenția de a construi un „coridor de comunicație” între punctul de gâtuire și orașul Hrodna din Belarus, justificând decizia prin legăturile economice strânse ale regiunii cu țara. Rusia, care a comunicat ideea părții poloneze în 1994, căuta și să ocolească Lituania, cu care avea relații diplomatice tensionate⁠(d). La început, ideea nu a generat interes, dar în 1996 s-au purtat discuții mai extensive, când Boris Elțin, președintele Rusiei, a declarat că dorește să negocieze cu partea poloneză pentru a obține permisiunea de a construi o autostradă, motivând cu costurile mari ale tranzitului prin Lituania.
Oficialii polonezi au respins propunerea. Printre principalele motive s-au numărat faptul că în rândul polonezilor, ea semăna prea mult cu solicitarea Germaniei Naziste de a crea o legătură extrateritorială prin Coridorul Polonez înainte de invadarea Poloniei în 1939, și astfel era inacceptabilă. Sentimentul s-a amplificat prin utilizarea persistentă a cuvântului „coridor” de către oficialii ruși. Aleksander Kwaśniewski, pe atunci președinte al Poloniei, a exprimat îngrijorări despre impactul investiției asupra mediului, iar unii politicieni din coaliția de guvernare (SLD⁠(d)-PSL⁠(d)) au arătat că coridorul va cauza o deteriorare a relațiilor diplomatice între Polonia și Lituania⁠(d).
S-a afirmat că voievodatul Suwałki⁠(d) ar fi început discuții despre coridor cu scopul de a-și ameliora problemele economice și că chiar ar fi semnat un acord cu autoritățile regiunii Hrodna pentru promovarea construcției acestuia printr-un punct de trecere a frontierei la Lipszczany⁠(d), dar Cezary Cieślukowski⁠(d), voievodul din Suwałki, pe care mass-media îl considera promotorul proiectului, a negat că ar fi susținut propunerea, și nu s-au găsit dovezi în acest sens (cum ar fi planuri și estimări de costuri) într-o anchetă interioară a partidului. Când GDDKiA⁠(d), agenția poloneză de întreținere a drumurilor principale, și-a actualizat planurile pentru rețeaua de drumuri expres în 1996, legătura propusă nu era nicăieri.
Subiectul a revenit în prim-plan în 2001–2002 când Polonia și Lituania negociau aderarea la Uniunea Europeană. Cetățenii ruși din Kaliningrad se vedeau puși în fața perspectivei de a trebui să aibă pașapoarte și a cere viză pentru a trece granița în noile state UE, ceea ce a declanșat indignare în  presa rusă⁠(d). Rusia a sugerat, ca urmare, Comisiei Europene, să permită tranzitul pe o durată de până la 12 ore cetățenilor regiunii prin coridoarele speciale din Polonia și Lituania, dar propunerea a fost respinsă. Nici o altă propunere, cu trenuri sigilate⁠(d), nu a căpătat susținere; în cele din urmă s-a convenit introducerea unor permise speciale de trecere pentru cetățenii ruși care călătoresc spre și dinspre regiunea Kaliningrad pentru tranzitarea Lituaniei (nu și Poloniei), documente emise separat pentru călătoria pe calea ferată sau pe căi rutiere.
De atunci, regiunea Kaliningrad a fost în general aprovizionată prin trenuri de marfă care tranzitează Lituania. La 17 iunie 2022, ca răspuns la invadarea Ucrainei de către Rusia, Lituania a început însă să blocheze aprovizionarea cu bunuri de pe lista de sancțiuni⁠(d) pe uscat și pe calea ferată. Îndrumarele de sancțiuni au fost apoi clarificate în așa fel încât să scutească traficul feroviar de restricții atâta vreme cât volumul livrărilor rămâne în limitele volumelor anterioare de consum, dar apoi Šiaulių bankas⁠(d), banca ce efectuează plățile pentru tranzit, a anunțat că va refuza plățile în ruble de la 15 august și apoi orice plată de la entități din Rusia începând cu 1 septembrie.
Tranzitul rămâne posibil prin intermediul plăților efectuate cu alte bănci dar, în septembrie 2022, a devenit mai problematic, deoarece plățile pentru fiecare tren de marfă se procesează separat pentru conformitate cu îndrumările instituției lituaniene de reglementare antifraudă⁠(d). O altă posibilitate rămâne transportul maritim din Sankt Petersburg la Kaliningrad, dar ruta poate fi indisponibilă pe timp de iarnă din cauza înghețului în zonele nordice.

### Infrastructura economică UE
În coridorul Suwałki se află mai multe coridoare critice deoarece este singura rută terestră între statele baltice și restul Uniunii Europene și NATO.
Artera strategică de comunicație, denumită în rețeaua internațională a drumurilor europene E67 sau Via Baltica (drumul expres S61⁠(d) de partea poloneză și autostrada A5⁠(d) pe partea lituaniană), trece prin coridorul Suwałki. Ea face parte din Coridorul Marea Nordului-Marea Baltică (anterior Coridorul Baltic-Adriatic), una din rutele principale dein Rețeaua Trans-Europeană de Transport (TEN-T) care leagă Finlanda și statele baltice de restul Europei. În aprilie 2024, drumul expres din Polonia era aproape gata; singurul segment nedeschis încă este centura orașului Łomża, care urma să fie deschis în mai 2025. De partea lituaniană, șoseaua principală A5⁠(d) este în curs de transformare în autostradă cu sensuri separate⁠(d) și cu intersecții denivelate. Secțiunea de autostradă din apropierea coridorului Suwałki urmează a fi terminat până la finalul lui 2025.
Proiectul Rail Baltica, aflat în construcție, va îmbunătăți conexiunea existentă între statele baltice și restul Uniunii Europene prin crearea unei noi căi ferate unificate cu ecartament standard prin statele baltice de la Kaunas la Tallinn și în cele din urmă pe sub Golful Finlandei până la Helsinki⁠(d). Conexiunea feroviară existentă este o linie neelectrificată cu un singur fir care poate ajunge doar la Kaunas fără schimbarea ecartamentului; deoarece căile ferate din statele baltice încă folosesc ecartamentul larg rusesc⁠(d), în timp ce majoritatea materialului rulant polonez este adaptat la ecartamentul standard comun în Europa. Secțiunile din Polonia urmează a fi gata până în 2028, dar în februarie 2024 lucrările de acolo erau deja întârziate cu 3 ani și nu exista garanția finanțării secțiunii dintre Ełk și frontiera polono-lituaniană.
Gazoductul Polonia–Lituania⁠(d), deschis la 1 mai 2022, este unica legătură terestră între statele baltice și sistemul de conducte de gaze naturale⁠(d) din Finlanda și din restul Uniunii Europene. Importanța sa strategică este motivul pentru care este recunoscut ca proiect de interes comun⁠(d) de către UE. Legătura LitPol⁠(d) este ruta singurei linii de înaltă tensiune⁠(d) pe cale terestră între Polonia și Lituania, care a fost deschisă în 2015. O altă linie de înaltă tensiune către Lituania este încă în stadiu de proiect, după ce Legătura Harmony⁠(d) (pe mare, prin Klaipėda) a devenit nefezabilă economic.

Coridorul Suwałki este o constrângere importantă asupra spațiului aerian civil după declanșarea invaziei ruse a Ucrainei din 2022. Întrucât sanctiunile⁠(d) împotriva Rusiei și Belarusului (în cazul celei din urmă cele impuse după deturnarea de către guvernul belarus⁠(d) a avionului lui Roman Protasevich), zborurile din aceste țări, inclusiv cele către Kaliningrad, nu mai pot trece prin Uniunea Europeană. Rusia a interzis și tranzitul operatorilor aviatici din UE pe teritoriul său, iar liniile aeriene europene au fost îndemnate să nu zboare deasupra Belarusului. Astfel, singura modalitate fezabilă pentru avioanele civile de a zbura din statele baltice sau Finlanda către sud este prin coridorul Suwałki, sau peste Marea Baltică.

Infrastructura civilă care traversează coridorul Suwałki
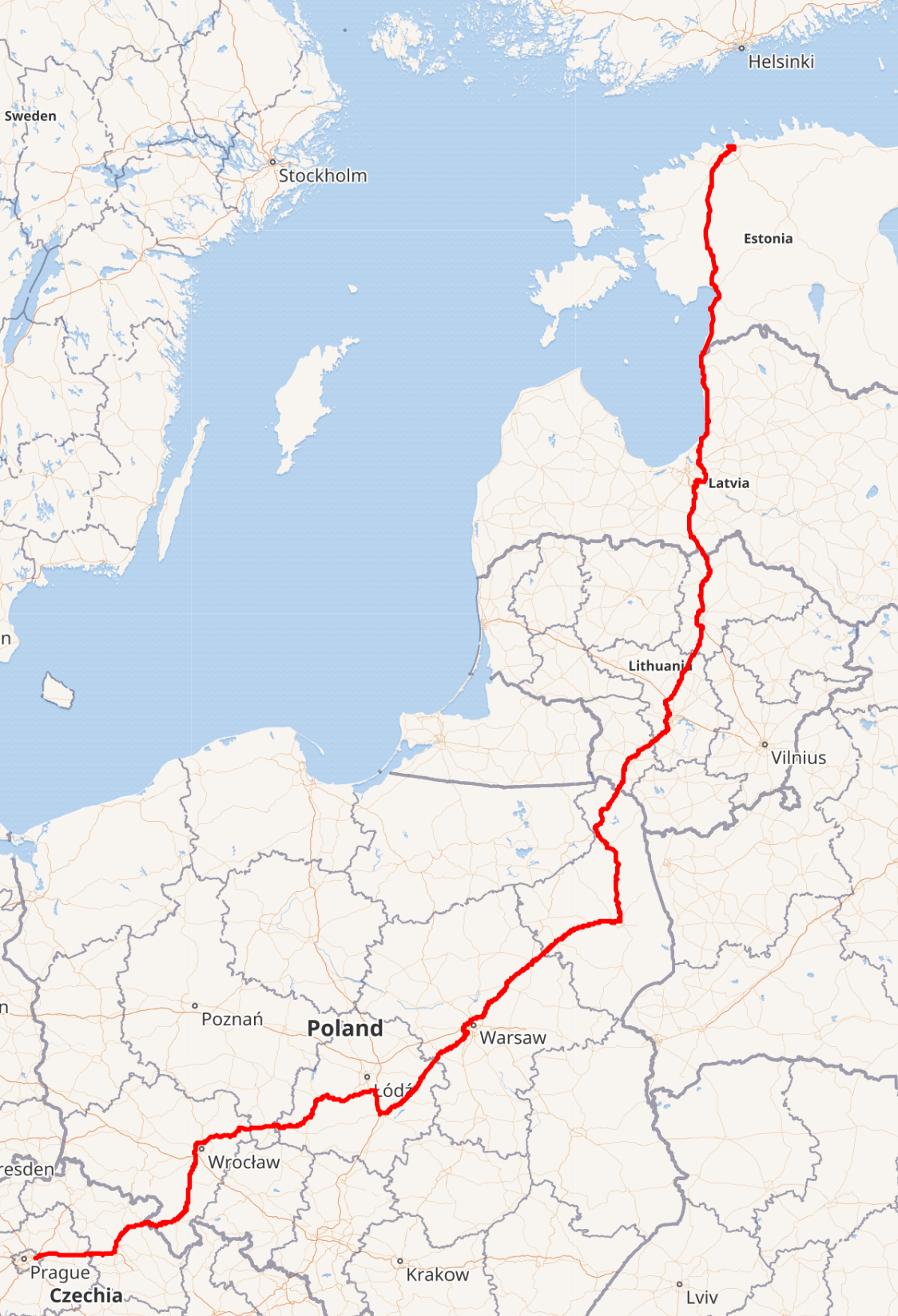
Drumul european E67, în curs de upgrade la nivelul de drum expres
Progresul la drumul expres S61 din Polonia, care duce la coridorul Suwałki, în aprilie 2024. Verde: deschis. Roșu: în construcție
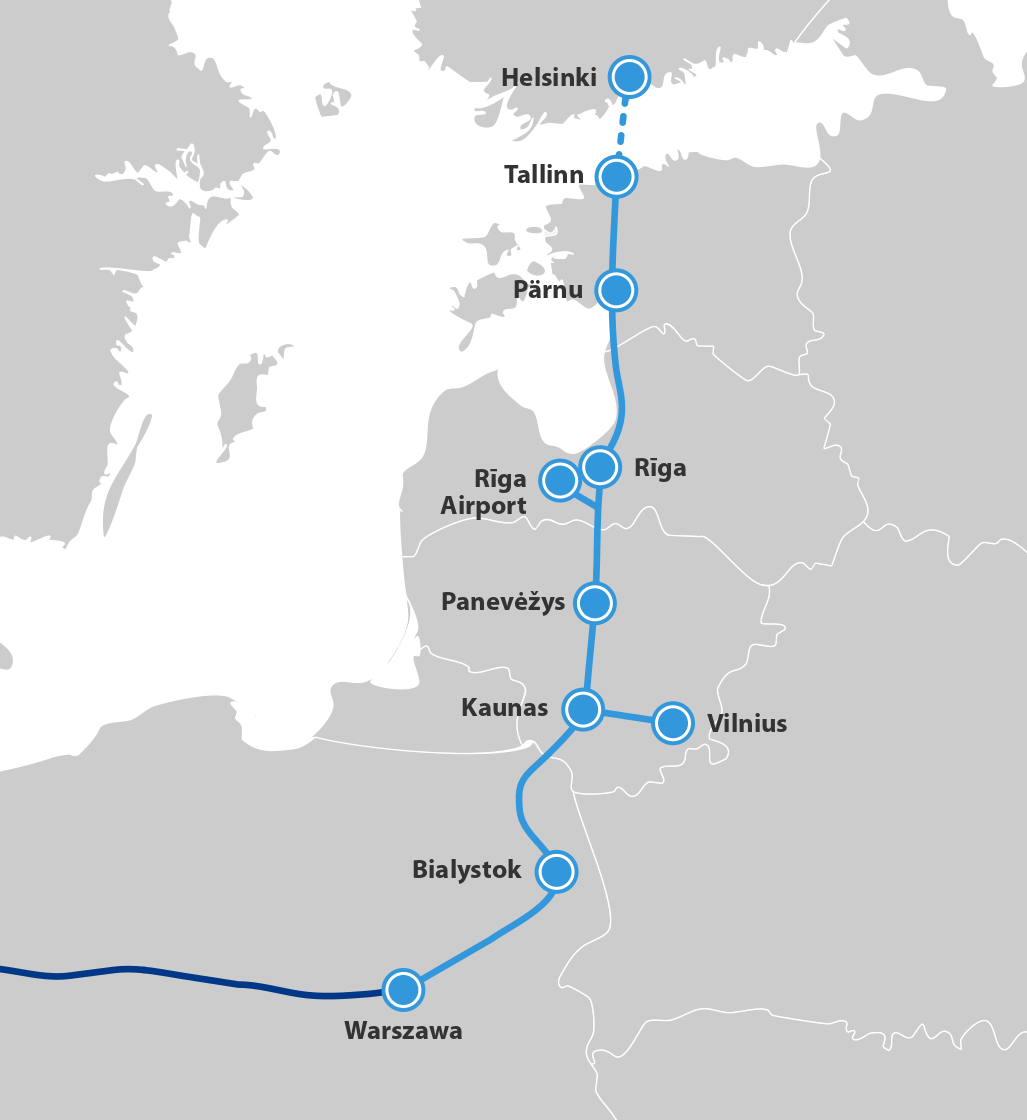
Planul pentru Rail Baltica
Gazoductul Polonia-Lituania⁠(d)
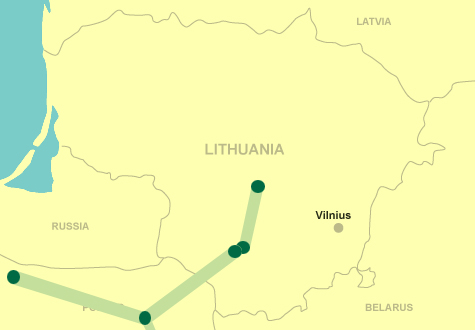
Legătura LitPol⁠(d), linia electrică de înaltă tensiune ce leagă Polonia de Lituania